# Jacob de Rook
Jacob de Rook (Lemmer, 12 juli 1889 - Kamp Buchenwald, 13 april 1942) was een Nederlandse gemeenteraadslid namens de Communistische Partij en verzetsstrijder in de eerste jaren van de 2e wereldoorlog.
De Rook werd geboren op 12 juli 1889 als kind van Klaas de Rook en Wiebrigje Doeve. Hij had acht broers. Op 18 mei 1922 huwde hij Baukje Visser in Lemsterland. Oorspronkelijk was hij visroker van beroep alvorens hij gemeenteraadslid werd in de gemeente Lemsterland namens de CPN en was hij musicus die samen met zijn broers optrad als met het 'Rookorkest'.

## Politiek
De Rook stond bekend als een uitgesproken links-socialist en wordt daardoor verantwoordelijk gehouden een belangrijke grondlegger te zijn van het communisme in Friesland. Oorspronkelijk was hij lid van de SDAP tot hij die partij verruilde voor de CPN. Hij werd eind jaren '20 gekozen tot raadslid namens de Communistische Partij in de gemeente Lemsterland. Als raadslid bleef hij uitgesproken in zijn communistische gedachtegoed en werd soms als radicaal beschouwd. Dit leidde tot een scheuring in de socialistische gelederen tot een groepering van onafhankelijke socialisten (OSP) en de Christelijke Democratische Unie, een christelijke partij van anti-Colijngezinden en antimilitaristen in de gemeenteraad. Niettemin bleef De Rook populair onder zijn aanhang.

## Oorlog
De Rook was een openlijk, fel tegenstander van de bezetting van Nederland door de Duitsers in 1940.
Tijdens de eerste oorlogsjaren hield hij zich vooral bezig met de redactie en de verspreiding van het ondergrondse verzetsblad Het Noorderlicht. Vanwege zijn verzetswerk en openlijke anti-Duitse houding, vervaardigde Marinus Krijger, de burgemeester van Lemsterland, een arrestatiebevel tegen De Rook.
Op 28 mei 1941 werd De Rook in Groningen gearresteerd door de SD en overgebracht naar het Oranjehotel, de gevangenis in Scheveningen. Eind 1941 werd hij vervolgens naar het Duitse concentratiekamp Buchenwald gedeporteerd waar hij op 13 april 1942 overleed aan een hartinfarct. Hij ligt begraven in een anoniem graf op de plek van het voormalige concentratiekamp.
Op 4 mei 1955 onthulde zijn weduwe een monument in de Hervormde kerk te Lemmer ter ere van o.a. haar man en andere omgekomen dorpsgenoten tijdens de Tweede Wereldoorlog.